# Kazimierz Szopski
Kazimierz Szopski (ur. 1911, zm. 23 maja 1976) – polski naukowiec, autor nazewnictwa w zakresie obróbki plastycznej w latach 50. XX w., nauczyciel akademicki. Współuczestniczył w tworzeniu programów nauczania w specjalności Technologia przeróbki plastycznej – najpierw dla studiów inżynierskich, a później dla jednolitych studiów magisterskich (magister inżynier). Wchodził w skład zespołu naukowego Katedry Podstaw Przeróbki Plastycznej Politechniki Warszawskiej kierowanej przez prof. Tadeusza Pełczyńskiego.
Brat Michała Szopskiego.

## Publikacje książkowe
- Wyoblanie – Instytut Wydawniczy SIMP, Warszawa 1948
- Wyrób naczyń metodą wyoblania – Państwowe Wydawnictwa Techniczne, Warszawa 1955
- Obróbka metali na wyoblarkach – Państwowe Wydawnictwa Techniczne, Warszawa 1957
- Obsługa pras mimośrodowych – Państwowe Wydawnictwa Techniczne, Warszawa 1955, 1957
- Poradnik warsztatowca mechanika (autorzy: S. Błażewski, V.B. Gokun, K. Szopski K. i J. Korzemski) Wydawnictwa Naukowo-Techniczne, Warszawa  1969, 1971, 1975.
- Obróbka plastyczna metali T. 3. Cz. 1-2 – (red. Stefan Błażewski i Kazimierz Szopski), PWT, Warszawa 1957.

### Tłumaczenia
- Tłoczenie na zimno. Poradnik – W.P. Romanowski; przeł. Kazimierz Szopski. Warszawa: Wydawnictwa Naukowo-Techniczne, 1964.
- Poradnik obróbki plastycznej na zimno – W. P. Romanowski; tł. [z ros.] Jan Galinowski, Bolesław Kwaśniewski, Kazimierz Szopski. Warszawa: Wydawnictwa Naukowo-Techniczne, 1976
- Technologiczne zasady konstruowania maszyn – Warszawa 1960, PWT – tłumaczenie jednego z rozdziałów